# Телець (хан Болгарії)
Телець (болг. Телец), (бл. 730–765) — князь Болгарії з роду Угаїн. Правив від 762 до 765 року.
Походження цього хана невідоме. Але точно знано, що він славився серед болгар сміливістю та норовом. Візантійські історики вказують на те, що він прийшов до влади в результаті повстання. Відразу після встановлення його влади значна частина слов'янського населення Болгарії переселяється до візантійської Віфінії, де століття тому імператор Юстиніан II вже надавав землю слов'янам.
Маючи дієздатну армію Телець став спустошувати візантійські провінції. Імператор Костянтин V зібрав військо, щоб покарати зухвалого молодика. 16 червня 763  року він вивів військо з Константинополя і підійшов до фортеці Анхіало. З моря його підтримував флот з 800 кораблів. Хан Телець натомість покликав у союзники протоболгар та слов'ян, чия чисельність у його війську стала досягати 20 тисяч.
Бій, що почався зранку 30 червня був дуже жорстоким. Сили були приблизно рівні, та перехід частини слов'ян на бік імператора вирішив долю битви. Телец втік, а візантійці захопили багато полонених. Після цієї військової поразки болгари повстали і Телец був убитий.
Замість нього ханом був обраний Сабін.